# Koralówka czerwieniejąca

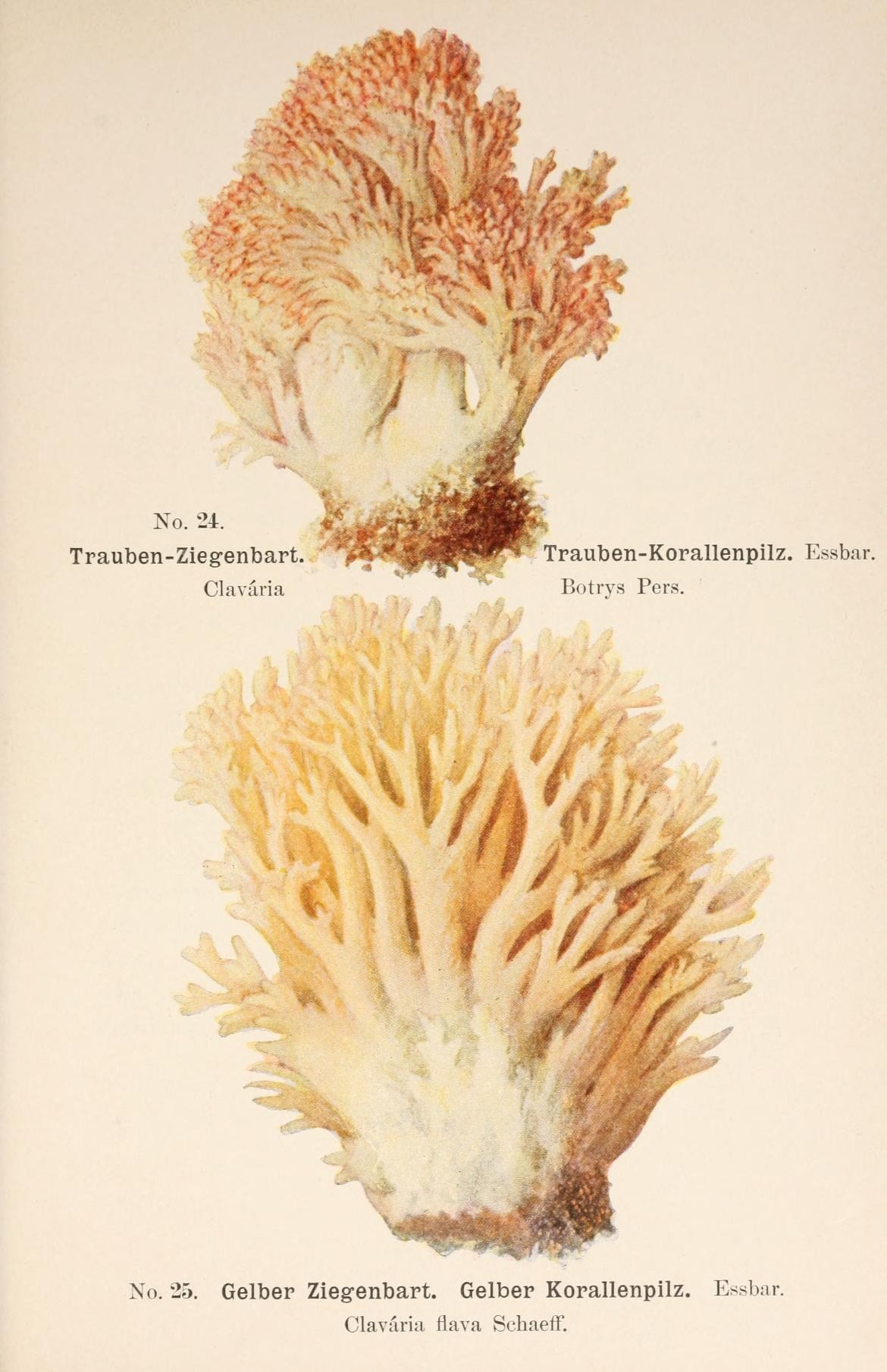

Koralówka czerwieniejąca (Ramaria sanguinea (Pers.) Quél.) – gatunek grzybów należący do rodziny siatkoblaszkowatych (Gomphaceae).

## Systematyka i nazewnictwo
Pozycja w klasyfikacji według Index Fungorum: Ramaria, Gomphaceae, Gomphales, Phallomycetidae, Agaricomycetes, Agaricomycotina, Basidiomycota, Fungi.
Po raz pierwszy opisał go w 1800 r. Christiaan Hendrik Persoon, nadając mu nazwę Clavaria sanguinea. W 1888 r. Lucien Quélet przeniósł go do rodzaju Ramaria. Synonimy:
- Clavaria botrytis var. sanguinea (Pers.) Pers. 1801
- Clavaria sanguinea Pers. 1800[2].

## Morfologia
Owocnik
Klawarioidalny, średniej wielkości i dość zwarty, o gęstych, wyprostowanych gałęziach. Trzon nieco spiczasty. U młodych osobników owocnik o barwie od cytrynowej do siarkowożółtej, z bardzo charakterystycznymi plamami o barwie od winnej do krwistoczerwonej (nawet ciemnofioletowej), szczególnie na trzonie i grubszych częściach gałęzi. Plamy te występują samoistnie, nie są wynikiem dotknięcia lub uszkodzenia. Miąższ jest biały, a zapach słaby i przyjemny.
Cechy mikroskopowe
Bazydiospory 9–10,5 × 4,3–5 µm, elipsoidalne lub podłużne, umiarkowanie brodawkowate, z brodawkami ułożonymi w rzędach. Strzępki bez sprzążek, strzępki generatywne bez kryształów, ale z grubą warstwą śluzu.
Gatunki podobne
Koralówki są makroskopowo trudne do rozróżnienia, ten gatunek jednak jest łatwy do odróżnienia dzięki charakterystycznym plamom. Pod mikroskopem charakteryzuje się szerokimi, wydłużonymi zarodnikami bez sprzążek i warstwą śluzu w strzępkach generatywnych.

## Występowanie i siedlisko
Podano jego stanowiska w Ameryce Północnej, Europie i na Półwyspie Koreańskim. Brak go w opracowanym w 2003 r. przez Władysława Wojewodę wykazie wielkoowocnikowych grzybów podstawkowych Polski, ale jego stanowiska podano w późniejszych latach. Aktualne stanowiska podaje także internetowy atlas grzybów. Znajduje się w nim na liście gatunków zagrożonych i wartych objęcia ochroną.
Grzyby mykoryzowe, według norweskich źródeł występujące głównie w lasach sosnowo-świerkowych na podłożu wapiennym, w Polsce notowane głównie pod bukami.